# 梁旺贵
梁旺贵（？—？），男，侗族，贵州从江人，中华人民共和国政治人物，曾任贵州省民族事务委员会副主任，贵州省人大常委会副主任。